# Michael & Victor
Michael & Victor (Chino simplificado: 无印良品, chino tradicional: 無印良品, pinyin: Wúyìn Liángpǐn), fue un dúo musical mandopop de Malasia, en sus inicios integrada por los hermanos Michael Wong y Victor Wong. El dúo se disolvió en el 2000, ya que ambos hermanos decidieron continuar sus carreras musicales en solitario. Ellos se hicieron conocer como dúo en 1995, tras lanzar su primer álbum titulado "Palm" (掌心; Zhǎng Xīn).

## Discografía
- Palm (掌心; Zhǎng Xīn) - August 1995
- Oversensitive (多心; Duō Xīn) - May 1996
- Palm (掌心; Zhǎng Xīn) - October 1996  (combination of 掌心, zhǎng xin and 多心, duō xin)
- Having You Beside Me (有你在身旁) - May 1997 - (Malaysian version CD of Wu Yin Liang Pin X 2)
- Wu Yin Liang Pin x 2 (無印良品 x 2; Wú Yìn Liáng Pǐn x 2) - June 1997
- Thinking Too Much (胡思亂想; Hú Si Luàn Xiǎng (精選)) (Hong Kong) - August 1997
- The Three of Us (3 人行, Sān Rén Xíng) (Taiwan/Malaysia) - January 1998
- Wanna See You (想見你, Xiǎng Jiàn Ni) (Taiwán) - February 1999
- Take Care Michael & Victor - 95-99 - Farewell Compilation (珍重無印良品 - 95-99 分手紀念精選集; Zhēn Chóng Wú Yìn Liáng Pǐn - 95- 99 Fēn Shǒu Jì Niàn Jīng Xuǎn Jí) (Taiwán) - December 1999
- 10 Golden Years in Hong Kong Rock Records - Michael & Victor (【 滾石香港黃金十年 】光良品冠精選; [Wen Shí Xiāng Gǎng Huang Jin Shí Nián] Guāng Liáng Pǐn Guān Jing Xuǎn) (Hong Kong) - (March 2003)
- Take Care Michael & Victor Farewell Concert (Live Recording) (珍重無印良品再見演唱會 Live 全紀錄; Zhēn Chóng Wú Yìn Liáng Pǐn Zài Jiàn Yǎn Chàng Huì Live Quán Jì Lù) (Taiwán) - June 2000